# Quang Phú
Quang Phú là một xã cũ thuộc thành phố Đồng Hới, tỉnh Quảng Bình, Việt Nam.
Xã Quang Phú có diện tích 3,22 km², dân số năm 2019 là 3.144 người, mật độ dân số đạt 976 người/km².

## Lịch sử
Ngày 16 tháng 6 năm 2025, Ủy ban Thường vụ Quốc hội ban hành Nghị quyết số 1680/NQ-UBTVQH15 về việc sắp xếp các đơn vị hành chính cấp xã của tỉnh Quảng Trị năm 2025. Theo đó, sắp xếp toàn bộ diện tích tự nhiên, quy mô dân số của phường Bắc Lý, xã Lộc Ninh, xã Quang Phú thành phường mới có tên gọi là phường Đồng Thuận.